# St. Anna Kinderspital

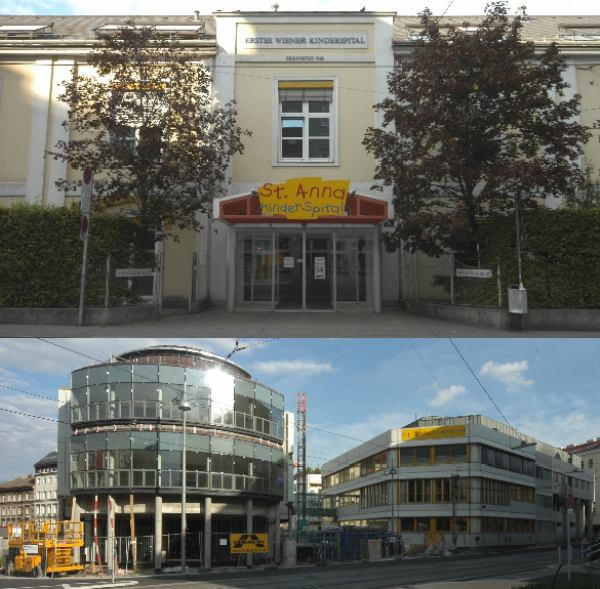
St. Anna Kinderspital: Haupteingang und Zubau

Das St. Anna Kinderspital im 9. Wiener Gemeindebezirk Alsergrund ist das älteste österreichische Krankenhaus nur für Kinder und Jugendliche.

## Geschichte
Das St. Anna Kinderspital wurde von Ludwig Wilhelm Mauthner 1837 in der damaligen Wiener Vorstadt Schottenfeld als das erste Kinderspital in Österreich-Ungarn gegründet. Im Jahr 1848 übersiedelte das Spital an den heutigen Standort in die Kinderspitalgasse 6 am Alsergrund, in einen Neubau mit 120 Betten. Kurz darauf im Jahr 1850 erfolgte die Gründung der Universitäts-Kinderklinik im St. Anna Kinderspital. Ihr standen von 1858 bis 1863 Franz Mayr und von 1863 bis 1901 Hermann von Widerhofer als Direktoren vor. Jedoch schon 1911 wurde die Universitäts-Kinderklinik vom St. Anna Kinderspital abgetrennt und ein Teil des Wiener Allgemeinen Krankenhauses.
Ab 1865 wirkte mit Josef Weinlechner ein Pionier der Kinderchirurgie am St. Anna Kinderspital und von 1902 bis 1911 war Theodor Escherich Professor der Kinderheilkunde an der Universitäts-Kinderklinik im St. Anna Kinderspital.
1963 wurde das St. Anna Kinderspital vom Landesverband Wien des Österreichischen Roten Kreuzes übernommen.
In den 1970er Jahren wurde mit der Behandlung krebskranker Kinder begonnen, für die 1978 ein eigener Isolierpavillon errichtet wurde. Mit der Übernahme der ärztlichen Leitung durch Helmut Gadner im Jahr 1980 wurde die Krankenanstalt neu strukturiert und die hämatologisch-onkologische Abteilung zu einem Zentrum für Kinder-Krebs-Erkrankungen und Stammzelltransplantation ausgebaut. Die wachsenden medizinischen Aufgaben, besonders auf dem Gebiet der Hämatologie und Onkologie, machten einen Neu- und Umbau des Spitals notwendig.
Da den hier stationär aufgenommenen Schulkindern oft über sehr lange Zeit die Teilnahme am Schulunterricht nicht möglich ist, besteht hier eine Außenstelle der Wiener Heilstättenschule.
Das nächste Kinderspital der österreichisch-ungarischen Monarchie war das gleichnamige Anna-Kinderspital von 1843 in Graz, das aber nach Anna Plochl benannt wurde.

## Abteilungen
- Kinder- und Jugendmedizin
- Kinderhämatologie
- Kinderimmunologie
- Kinderonkologie
- Hals-Nasen-Ohren Heilkunde
- Kinderendokrinologie
- Kindergastroenterologie
- Kinderneurologie
- Kinderkardiologie
- Kinderrheumatologie
- Kinderpulmologie
- Kinderurologie

## Sonstiges
Im 9. Bezirk Alsergrund beziehen sich die Kinderspitalgasse, die Mariannengasse und die Mauthnergasse auf das Spital.